# Therese Alshammar
Therese Alshammar (* 26. August 1977 in Solna) ist eine ehemalige schwedische Schwimmerin. Sie ist Weltmeisterin über 50 m Schmetterling und mehrfache Europameisterin über 50 m Schmetterling und die kurzen Freistilstrecken.

## Werdegang
Alshammar trat bei den Schwimmweltmeisterschaften 1994 zum ersten Mal international in Erscheinung. Sie erreichte damals das Halbfinale über 100 m Rücken. Sie nahm über diese Strecke auch an den Olympischen Spielen 1996 in Atlanta teil, kam aber auch dieses Mal nicht über das Halbfinale hinaus.
Mit Bronze über 50 m Freistil gewann sie bei den Europameisterschaften 1997 ihre erste internationale Medaille. Diese Strecke entwickelte sich fortan zu ihrer Spezialstrecke. Bei den Europameisterschaften 1999 gewann sie bereits Silber auf dieser Sprintstrecke, einzig von Inge de Bruijn besiegt.
Der endgültige Durchbruch in die Weltspitze gelang ihr bei den Olympischen Spielen 2000 in Sydney. Sie gewann zwei Silbermedaillen über 50 und 100 m Freistil, wobei sie jeweils knapp ihrer Bezwingerin Inge de Bruijn aus den Niederlanden unterlag, außerdem noch die Bronzemedaille mit der schwedischen Sprintstaffel.
Seit Sydney ist sie bei internationalen Großereignissen eine der Mitfavoritinnen auf den kurzen Distanzen. Bei den Weltmeisterschaften 2001 in Fukuoka gewann sie erneut zwei Silbermedaillen, diesmal über 50 m Freistil und 50 m Schmetterling, wiederum von Inge de Bruijn gemeistert. In Berlin bei den Schwimmeuropameisterschaften 2002 wurde sie Europameisterin über 50 m Schmetterling.
Das Jahr 2003 ließ sie etwas langsamer angehen, um sich konsequent auf die Olympischen Spiele 2004 in Athen vorzubereiten. Bei ihrem einzigen Start über 50 m Freistil verpasste sie dann allerdings als Vierte knapp eine Medaille.
Bei den Schwimmweltmeisterschaften 2005 in Montréal gewann sie die Bronzemedaille über 50 m Schmetterling.
Bei den Kurzbahnweltmeisterschaften 2006 in Shanghai siegte sie über 50 m Schmetterling und wurde Zweite über 50 m Freistil, hauchdünn um eine Hundertstelsekunde von der Australierin Lisbeth Lenton bezwungen.
Bei den Schwimmeuropameisterschaften 2006 in Budapest gewann Alshammar die Goldmedaille über 50 m Schmetterling, wobei sie ihre Landsfrau Anna-Karin Kammerling besiegte, und die Silbermedaille über 50 m Freistil, als sie sich nur der Deutschen Britta Steffen geschlagen geben musste.
Bei den Kurzbahneuropameisterschaften 2006 in Helsinki siegte sie über 50 m Schmetterling, indem sie ihre Landsfrau Kammerling auf Platz 2 verwies, während sie über 50 m Freistil, von der Niederländerin Marleen Veldhuis knapp geschlagen, die Silbermedaille errang.
Als ihren bislang größten Erfolg holte sie bei den Weltmeisterschaften 2007 in Melbourne Gold über 50 m Schmetterling, vor der Titelverteidigerin Danni Miatke aus Australien, und Silber über 50 m Freistil, wobei sie Britta Steffen und Marleen Veldhuis besiegte, indes erneut der Australierin Lisbeth Lenton unterlag.
Am 13. Juni 2007 stellte Alshammar bei einem Wettkampf der Mare Nostrum-Reihe in Barcelona mit 25,46 Sekunden einen neuen Weltrekord über 50 m Schmetterling auf und unterbot damit die sieben Jahre alte Bestmarke von Anna-Karin Kammerling um elf Hundertstel. Bei den Paris Open 2007 siegte sie in ihren Paradedisziplinen 50 m Schmetterling und 50 m Freistil und bezwang dabei Britta Steffen, die sich knapp geschlagen mit Platz 2 begnügen musste.
Ihr am 17. März 2009 in Sydney erzielter Weltrekord von 25,44 Sekunden über 50 m Schmetterling wurde ihr durch Disqualifikation aberkannt, da Alshammar gegen die erst zwei Wochen zuvor geänderte Wettkampfregel der FINA verstieß, die das tragen zweier Schwimmanzüge verbietet. Alshammar wertete dies als „ein wenig sexistisch“.
Bei den Weltmeisterschaften 2009 in Rom gelang ihr erneut der Gewinn der Silbermedaille über 50 m Freistil.
Als Würdigung ihrer sportlichen Leistungen im Jahr 2010 wurde Therese Alshammar als erste Schwimmerin mit dem Jerringpriset ausgezeichnet. Im Dezember 2011 erhielt sie die Svenska-Dagbladet-Goldmedaille für ihren Sieg über 50 m Freistil bei den Schwimmweltmeisterschaften 2011 in Shanghai.
Bei der Eröffnungsfeier der Olympischen Sommerspiele 2016 wurde ihr die Ehre zuteil, Fahnenträgerin der schwedischen Mannschaft zu sein.
Im November 2016 beendete Therese bei den schwedischen Kurzbahnmeisterschaften ihre Karriere.

## Privatleben
Therese ist in einer Beziehung mit ihrem Trainer Johan Wallberg. Im Juni 2013 wurden sie Eltern eines Sohnes.
Während ihrer Kindheit betrieb sie neben dem Schwimmsport Leichtathletik und tanzte Ballett.

## Rekorde
| Weltrekorde (2)               | Weltrekorde (2) | Weltrekorde (2)   | Weltrekorde (2) |
| ----------------------------- | --------------- | ----------------- | --------------- |
| 50 m Schmetterling            | 00:25,07 min    | 31. Juli 2009     | Rom             |
| 50 m Schmetterling (Kurzbahn) | 00:24,38 min    | 22. November 2009 | Singapur        |
| (Stand: 7. August 2010)       |                 |                   |                 |